# 神庭重信
神庭 重信（かんば しげのぶ、1954年 - ）は、日本の精神科医、精神医学者。九州大学名誉教授。

## 略歴
福岡県出身。1980年慶應義塾大学医学部卒業、1990年医学博士。1982年から1987年まで、米国メイヨー・クリニックで精神薬理学フェローと精神科レジデントとして精神医学を学び、同アシスタント・プロフェッサーとなる。帰国後慶大講師をへて、1996年山梨医科大学教授（精神神経医学）、2004年九州大学大学院医学研究院教授（精神病態医学）。2019年より九州大学名誉教授、慶應義塾大学医学部客員教授、名古屋市立大学医学部客員教授。
20世紀の精神薬理学者の一人および世界の精神医学のリーダーの一人(外部リンク）として紹介されている。
他に、（社医）栗山会飯田病院顧問・臨床研修センター長、（一社）日本うつ病センター理事長、(株）ウェルビー社外取締役、（一社）福岡行動医学研究所長、Universal Brain, Scientific Advisor

### 主な役職
日本精神神経学会・元理事長（2017年 - 2021年）のほか、厚生労働省労働基準局中央労災委員、日本医療研究開発機構（AMED）・プログラムスーパーバイザー／プログラムオフィサー／科学技術調査員／評価委員（長）、日本科学技術振興機構（JST）・アドバイザー、東京都医学総合研究所・理事、評価委員,　全国精神保健福祉連絡協議会・副会長、日本心理試験研修センター評議員、福岡女学院評議員、（公財）こころのバリアフリー研究会・副理事長、日本学術振興会システム研究センター（終生会友）、
前 内閣府健康医療戦略推進専門委員会委員、元 文部科学省科学技術学術審議会脳科学委員会委員、元厚生労働省社会保障審議会統計分科会委員、元日本学術会議連携会員、元日本医学会連合・監事/日本医学会・幹事、福岡県精神保健福祉協会・名誉会長、日本神経化学会名誉会員、日本神経精神薬理学会名誉会員、日本生物学的精神医学会名誉会員、日本精神科診断学会名誉会員、日本統合失調症学会名誉会員など。

### 海外の役職
- WHO the International Advisory Group for Training and Implementation for ICD-11 Mental, Behavioural and Neurodevelopmental Disorders
- Honorary member, the World Psychiatric Association 2020~
- Past vice-president, International Society of Bipolar Disorders
- Past president, Asian Federation of Psychiatric Associations
- Working Group of the World Psychiatric Association on Implementing Alternatives to Coercion[3]
- World Psychiatric Association Advisory Council on Response to Emergencies
- Life time member, American Psychiatric Association
- Life time member, Mayo Clinic Alumni Association
- Past International Advisory Committee for the National University of Singapore, Mind-Science Centre

など

### 学術誌編集
- Emeritus Editor-in-Chief, Psychiatry and Clinical Neurosciences
- Editor, Current Opinion of Psychiatry
- Editor, International Journal of Bipolar Disorders
- Editor, Irish Journal of Psychological Medicine
- Editor, Neurology, Psychiatry and Brain Research
- Editor, Schizophrenia Bulletin Open

など

### 専攻
精神医学、気分障害、精神薬理学、神経科学

### 受賞
厚生労働大臣表彰（精神保健福祉功労者）、令和2年（2020年）10月

## 著書
- 『こころと体の対話 精神免疫学の世界』文春新書 1999年
- 『思索と想い 精神医学の小径で』慶應義塾大学出版会 2014年
- 『うつ病の論理と臨床』弘文堂 2014年
- 『思量と願い　精神医学の風景』九州大学出版会 2019年

### 共編著
- 『躁うつ病の脳科学 方法論から臨床研究まで』編 星和書店 1995年
- 『感情障害とリズム障害』(思春期青年期ケース研究）樋口輝彦共責任編集 岩崎学術出版社 1996年
- 『実践漢方医学 精神科医・心療内科医のために』山田和男共著 星和書店 1997年
- 『気分障害の臨床 エビデンスと経験』坂元薫, 樋口輝彦共著 星和書店 1999年
- 『双極性障害の治療スタンダード』樋口輝彦共編 星和書店 2002年
- 『精神科診察診断学 エビデンスからナラティブへ』古川壽亮共編 医学書院 2003年
- 『臨床精神薬理ハンドブック』樋口輝彦,小山司共編 医学書院 2003年
- 『気分障害の診療学 初診から治療終了まで』(新世紀の精神科治療)編 中山書店 2004年
- 『Text精神医学 改訂3版』加藤進昌共編 南山堂 2007年
- 『Advanced psychiatry 脳と心の精神医学』武田雅俊,加藤敏共著 金芳堂 2007年
- 『Key word精神 第4版』樋口輝彦,染矢俊幸,宮岡等共編 先端医学社 2007年
- 『精神医学対話』松下正明, 加藤敏共編 弘文堂 2008年
- 『これだけは知っておきたい女性とうつ病 サインを見逃さないために』編. 医薬ジャーナル社 2008年
- 『気分障害』上島国利, 樋口輝彦,野村総一郎,大野裕,尾崎紀夫共編 医学書院 2008年
- 『臨床精神薬理ハンドブック 第2版』大森哲郎,加藤忠史共編, 樋口輝彦,小山司監修. 医学書院 2009年
- 『うつ病診療 プライマリケア医のための 「うつ」を見抜く!対処する!』久保木富房,坪井康次共編 メジカルビュー社 2009年
- 『精神科専門医のためのプラクティカル精神医学』山内俊雄総編集, 岡崎祐士,小山司,武田雅俊共編 中山書店 2009年
- 『現代うつ病の臨床 その多様な病態と自在な対処法』黒木俊秀共編 創元社 2009年
- 『専門医のための精神科臨床リュミエール 16 脳科学エッセンシャル 精神疾患の生物学的理解のために』加藤忠史共責任編集 中山書店 2010年
- 『現代精神医学事典』加藤敏,中谷陽二, 武田雅俊,鹿島晴雄,狩野力八郎,市川宏伸共編 弘文堂 2011年
- 『「うつ」の構造』内海健共編 弘文堂 2011年
- 『精神医学キーワード事典』松下正明総編集, 伊豫雅臣,内山真,内海健,笠井清登,加藤敏,齊藤万比古,佐野輝,藤山直樹共編 中山書店 2011年
- 『今日の精神疾患治療指針』樋口輝彦, 市川宏伸,朝田隆,中込和幸共編 医学書院 2012年
- 『TEXT精神医学 改訂4版』加藤進昌,笠井清登共編集 南山堂 2012年
- 『専門医のための精神科臨床リュミエール 30  精神医学の思想』松下正明共責任編集 中山書店 2012年
- 『難治性気分障害の治療 エビデンスレビュー2013』監・編集. アークメディア 2013年
- 『DSM-5を読み解く 伝統的精神病理,DSM-4,ICD-10をふまえた新時代の精神科診断』全5巻 総編集 中山書店 2014年
- 『自殺予防マニュアル 地域医療を担う医師へのうつ状態・うつ病の早期発見と早期治療のために 第3版』日本医師会編集,西島英利監修, 高橋祥友,中村純共著 明石書店 2014年
- 『私の臨床精神医学 九大精神科講演録』編著 創元社 2014年
- 『うつ病の臨床 現代の病理と最新の治療』編 最新医学社 2016年
- 『「うつ」の舞台』内海健共編 弘文堂 2018年
- 『気分障害の臨床　変わることとかわらないこと』編著 創元社 2019年
- 『精神医学の科学的基盤』総監修、学樹書院 2020年
- 『シリーズ 講座 精神疾患の臨床』松下正明監修、神庭重信編集主幹 2020年より刊行開始

### 翻訳
- D.N.スターン『乳児の対人世界』神庭靖子共訳 岩崎学術出版社 1989年-1991年
- Trevor Silverstone, Paul Turner『今日の精神科薬物治療 精神医学の薬理学的側面 改訂版』八木剛平共監訳. 国際医書出版 1992年
- Harold I.Kaplan, Benjamin J.Sadock『精神科薬物ハンドブック 向精神薬療法の基礎と実際』八木剛平共監訳. 医学書院エムワイダブリュー 1994年
- デビッド・A.トム『レジデントのための精神医学 DSM-Ⅳ準拠』監訳 医学書院エムワイダブリュー 1996年
- ハロルド・I.カプラン, ベンジャミン・J.サドック 編著『精神科薬物ハンドブック 向精神薬療法の基礎と実際 第2版』八木剛平共監訳 医学書院エムワイダブリュー 1997年
- 米国精神医学会『双極性障害』(米国精神医学会治療ガイドライン) 責任訳 医学書院 2001年
- Benjamin J.Sadock, Virginia A.Sadock [編著『カプラン精神科薬物ハンドブック エビデンスに基づく向精神薬療法 第3版』山田和男,八木剛平共監訳 メディカル・サイエンス・インターナショナル 2003年
- ベンジャミン・ジェイムス・サドック, バージニア・オルコット・サドック, ノーマン・サスマン 編著『カプラン精神科薬物ハンドブック エビデンスに基づく向精神薬療法 第4版』山田和男, 黒木俊秀共監訳 メディカル・サイエンス・インターナショナル 2007年
- American Psychiatric Association 編『DSM-5精神疾患の診断・統計マニュアル』日本精神神経学会 日本語版用語監修, 髙橋三郎,大野裕監訳, 染矢俊幸,尾崎紀夫, 三村將, 村井俊哉共訳 医学書院 2014年

## 論文
- 英文原著論文
- 日本語総説・論文